# Павлов, Евгений Александрович (сенатор)
Евгений Александрович Павлов — российский государственный и политический деятель. Член Совета Федерации Федерального Собрания Российской Федерации от Тюменской области.

## Биография
Родился 17 января 1947 года. Имеет высшее профессиональное образование — окончил Тюменский государственный университет.

### Совет Федерации
Избран 12 декабря 1993 года по Тюменскому двухмандатному избирательному округу.
Депутат Совета Федерации Федерального Собрания Российской Федерации первого созыва от Кемеровской области с января 1994 по январь 1996 года.
С февраля 1994 — заместитель председателя Комитета СФ по делам Содружества Независимых Государств.

## Сочинения
- «Хочешь мира — готовься к войне» с подзаголовком «Актуальные размышления младорусского» (Москва, Книжный мир, 2016)